# Listes lexicales

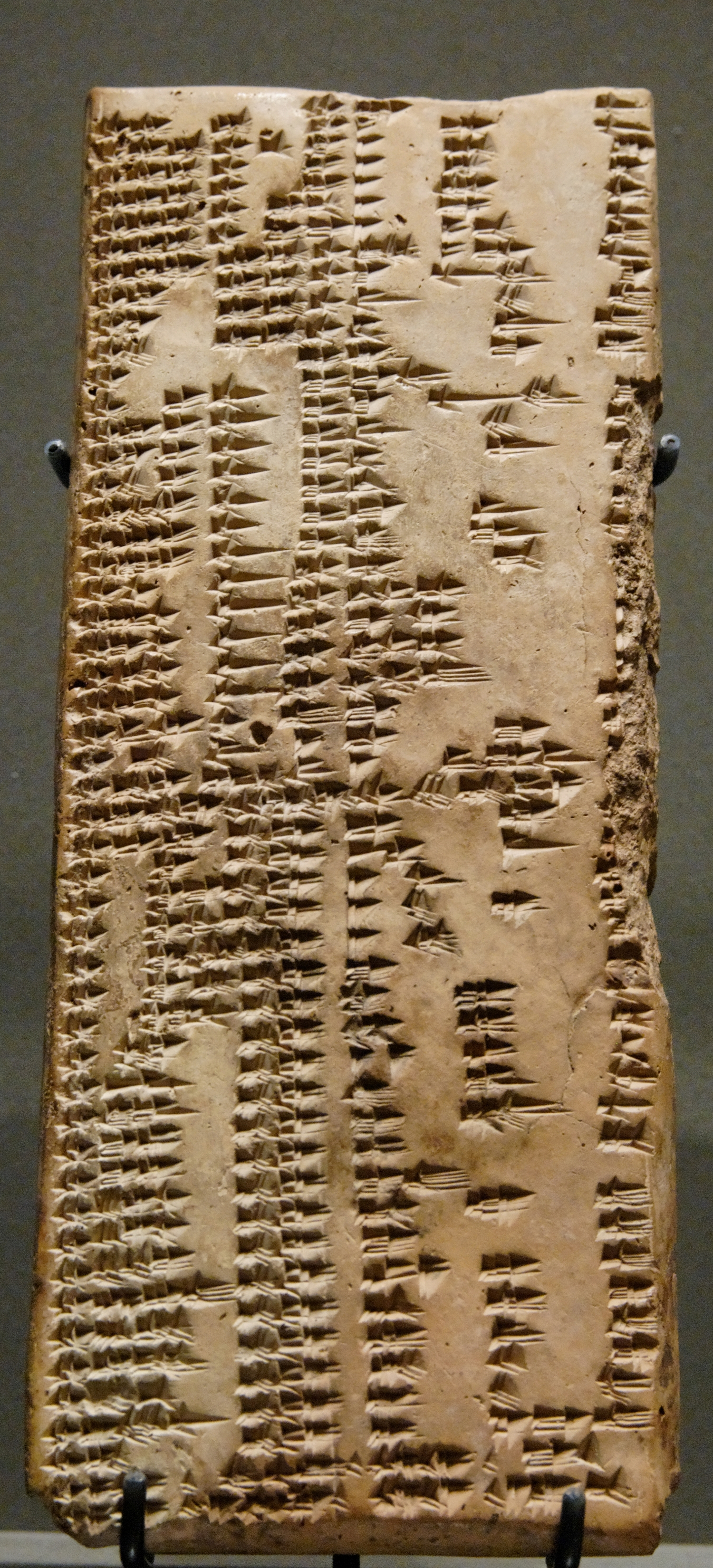
Seizième tablette de la liste = hubullu sur les pierres et objets en pierre. Uruk, milieu du Musée du Louvre.

Les listes lexicales sont un type de documents cunéiformes très répandus en Mésopotamie et dans le Proche-Orient ancien. Ce sont des textes lexicaux, ayant une fonction de glossaire voire de dictionnaire thématique, énumérant des signes et termes classés selon un principe prédéfini, et dans plusieurs cas divisées en diverses colonnes, expliquant ou traduisant dans une langue un signe déterminé. Une grande variété de listes a été créée au cours du temps, suivant des principes thématiques : on trouvait ainsi des listes de professions, de lieux, des syllabaires, des vocabulaires donnant l'explication de signes ou de mots. Ils servent notamment dans un contexte scolaire.
Ce genre de documentation est essentiel pour notre connaissance de l'univers mental des anciens habitants du Proche-Orient, et a également été déterminant pour nous permettre de comprendre mieux des langues isolées comme le sumérien et plus récemment le hourrite, grâce à des listes bilingues ou trilingues.
Les listes lexicales sont nommées comme la plupart des textes mésopotamiens par leur incipit, qui correspond à leur première ligne. La liste HA.RA = hubullu comporte donc dans la colonne de gauche le terme sumérien HA.RA, et dans celle de droite sa traduction akkadienne hubullu, ces deux termes signifiant "dette".

## Historique

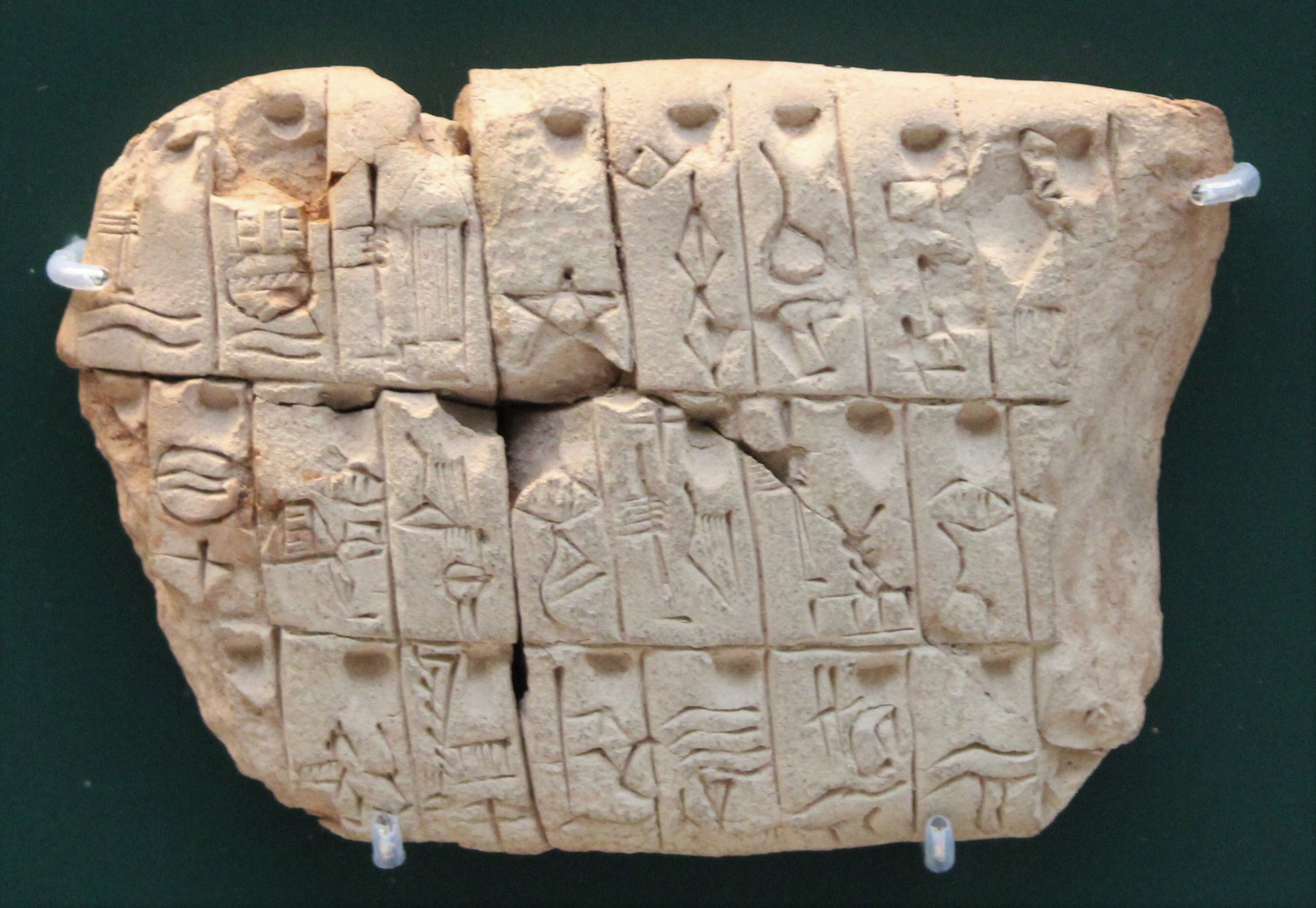
Liste de noms de lieux, période de Djemdet-Nasr, v. 3000-2900 av. J.-C. British Museum.

Les premières listes lexicales apparaissent à la période d'Uruk IV, donc dès l'apparition de l'écriture. Il s'agit alors de simples classifications de signes, parfois organisées de manière thématique (noms de villes, de divinités). On en trouve par la suite dans des sites des débuts de l'époque des Dynasties archaïques (Shuruppak, Abu Salabikh, Ur). Au XXIVe siècle, les scribes d'Ebla, en Syrie du Nord, rédigent des listes lexicales présentant des logogrammes sumériens avec leur prononciation éblaïte. Assez peu présent durant les périodes d'Akkad et d'Ur III, ce type de documentation connaît un grand renouvellement au début de la période paléo-babylonienne, quand sont rédigées les premières versions des listes les plus courantes par la suite (E.A = nâqu, HA.RA = hubullu, etc.). Elles servent de base pour l'apprentissage du sumérien, désormais langue morte mal comprise par les akkadophones, ce qui nécessite la rédaction de listes bilingues, expliquant le sens des logogrammes sumériens. Pour la seconde moitié du IIe millénaire, des listes lexicales ont été retrouvées sur divers sites hors de Mésopotamie : Ugarit en Syrie (bilingues ougaritique/akkadien), Hattusha en Anatolie (hittite/hourrite/akkadien), et même Tell el-Amarna en Égypte (égyptien/akkadien). C'est dans la Babylonie kassite que sont rédigées les versions stabilisées et standardisées des listes lexicales classiques, qui se retrouvent ensuite dans les bibliothèques savantes du Ier millénaire. Sous la domination des Séleucides, on rédige même une liste lexicale sumérien/akkadien/grec ancien. Ce genre de textes accompagne donc l'écriture mésopotamienne antique durant toute son histoire.

## Forme
Les tablettes sur lesquelles sont rédigées les listes lexicales présentent des caractères externes différents en fonction du type de liste rédigé, ou bien de l'habitude des scribes du lieu ou de l'époque de rédaction.
Elles sont divisées en plusieurs colonnes, qui peuvent aller de deux à six. L'ordre courant est, de gauche à droite :
0) un clou simple servant occasionnellement à indiquer le début d'une ligne
1) la lecture qui doit être faite du signe rédigé en 2)
2) le signe logographique (sumérien) qui est l'objet de la ligne
3) le nom donné par les scribes au signe étudié (occasionnel, et à partir du milieu du IIe millénaire)
4) la traduction akkadienne du signe
5) la traduction du signe dans une autre langue, dans un contexte trilingue (hittite, hourrite, kassite, grec), surtout dans la seconde moitié du IIe millénaire

## Typologie
On a identifié différents types de listes lexicales. Ceux-ci sont parfois difficiles à définir car une liste peut combiner plusieurs principes.
- Les syllabaires simples, dont un énumérant des signes selon un ordre prédéfini par les voyelles, u-a-i (liste tu-ta-ti)
- Les syllabaires plus complexes, donnant la prononciation et la traduction akkadienne du signe (liste <á.A = nâqu) ; elles peuvent être agrémentées d'explications des mots
- Les vocabulaires, qui donnent le sens du signe
- Les listes thématiques, dont l'exemple le plus répandu est HA.RA = hubullu, composée dans sa forme classique de 24 tablettes énumérant différentes choses par thème (formules juridiques, arbres, objets en bois, armes, animaux, textile, etc.)
- Les listes thématiques à but technique, qui contiennent des termes d'un seul thèmes (liste ana itti-šu, constituée de mots du vocabulaire juridique), et donnent parfois des explications (liste abnu šikinšu, sur les pierres)
- La liste nabnītu classe les termes en fonction de leur racine ou de leur sens akkadiens

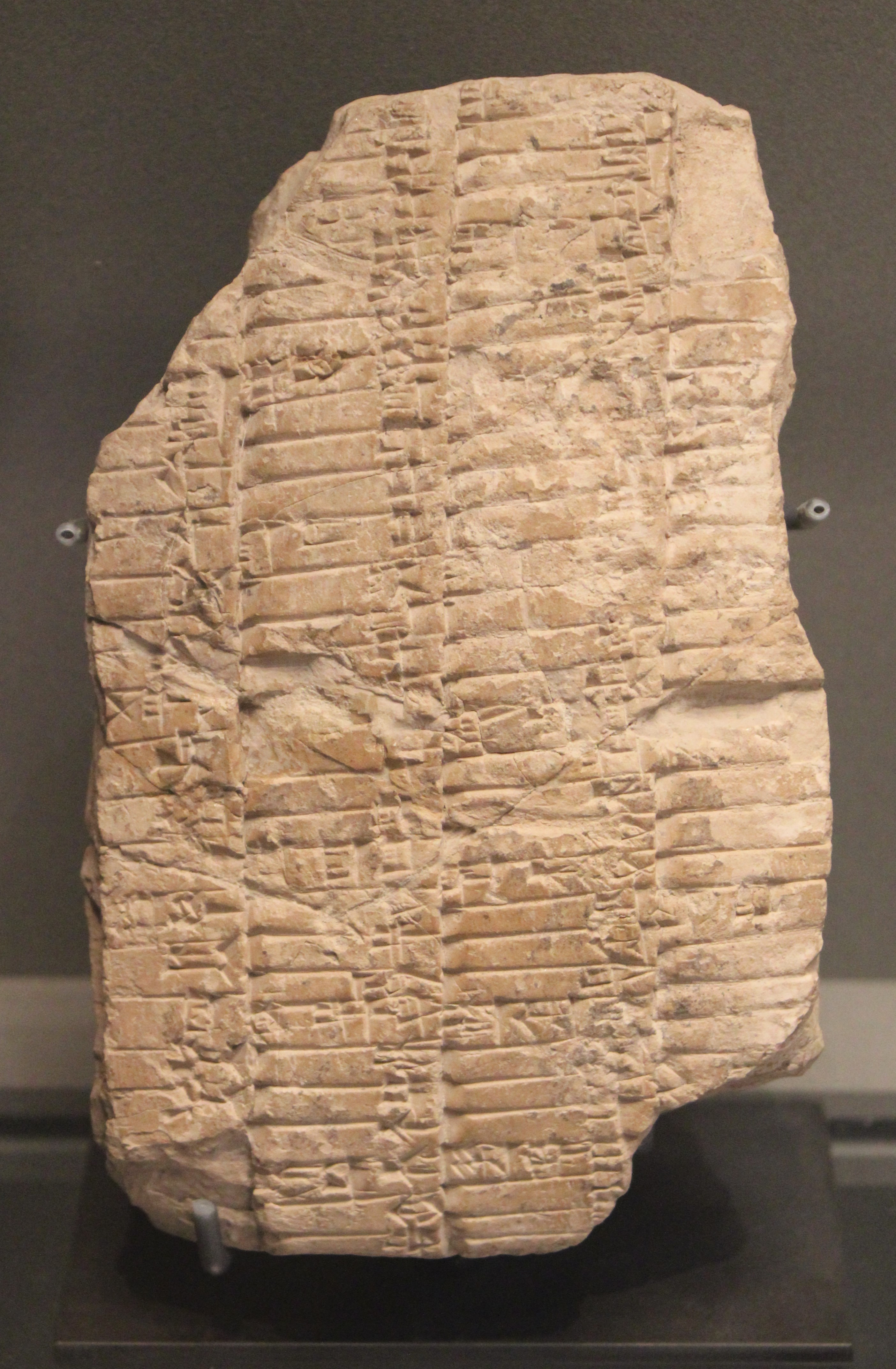
Syllabaire de type tu-ta-ti. XVIIIe siècle av. J.-C. Musée du Louvre.
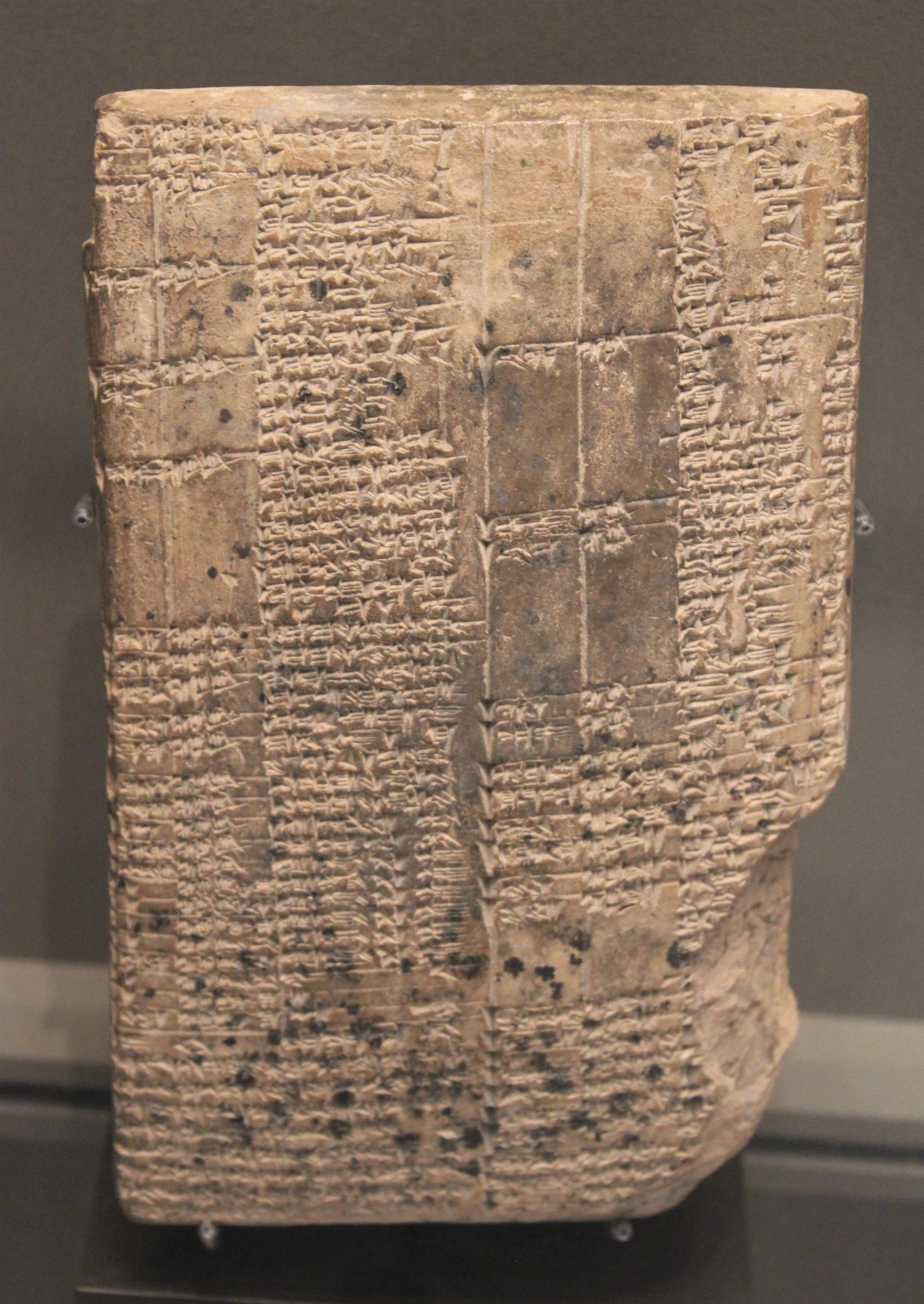
Tablette de la série á.A = nâqu. Uruk, VIe siècle av. J.-C. Musée du Louvre.
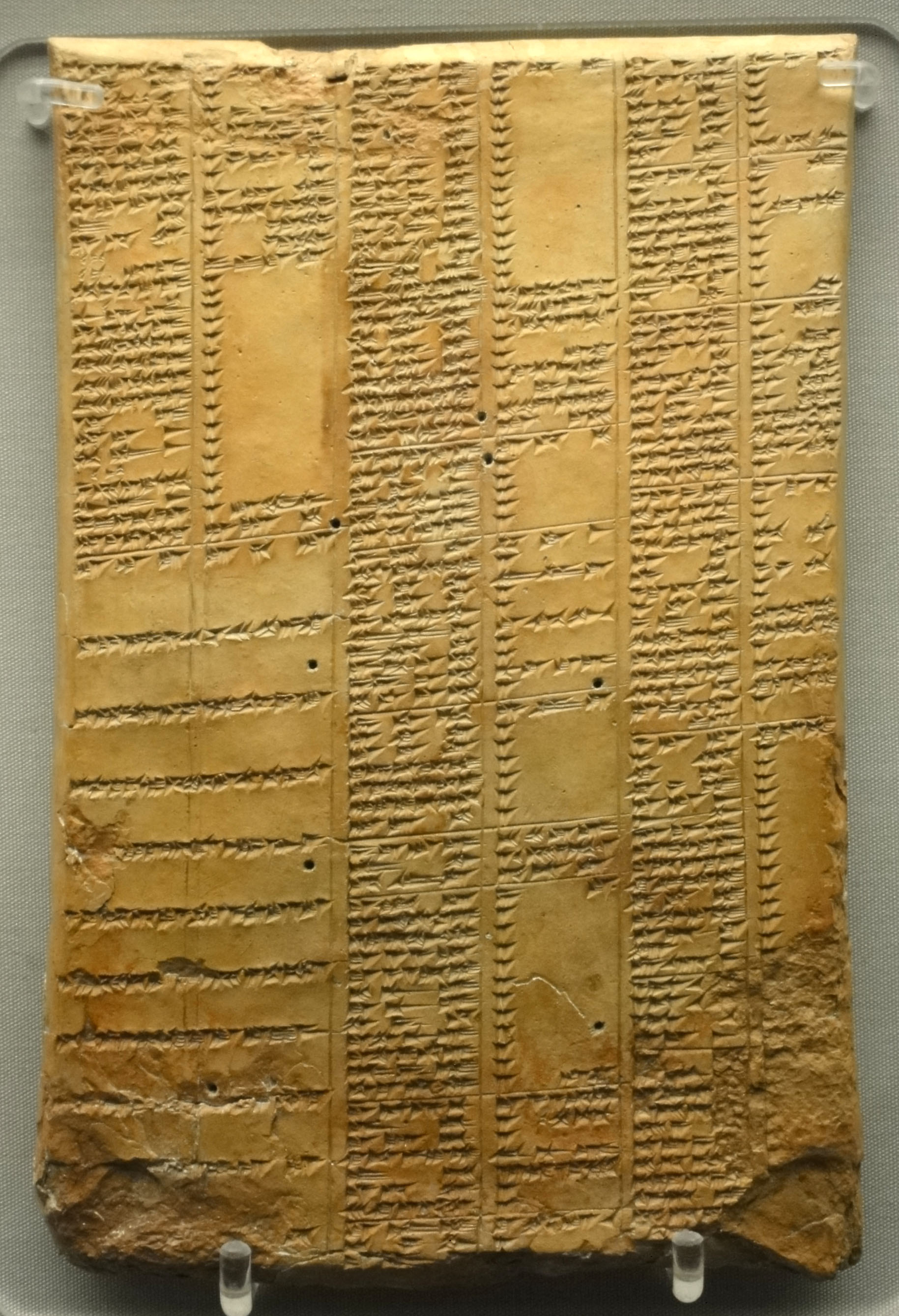
Tablette de la série de synonymes Malku = šarru. Ninive, VIIe siècle av. J.-C. British Museum.
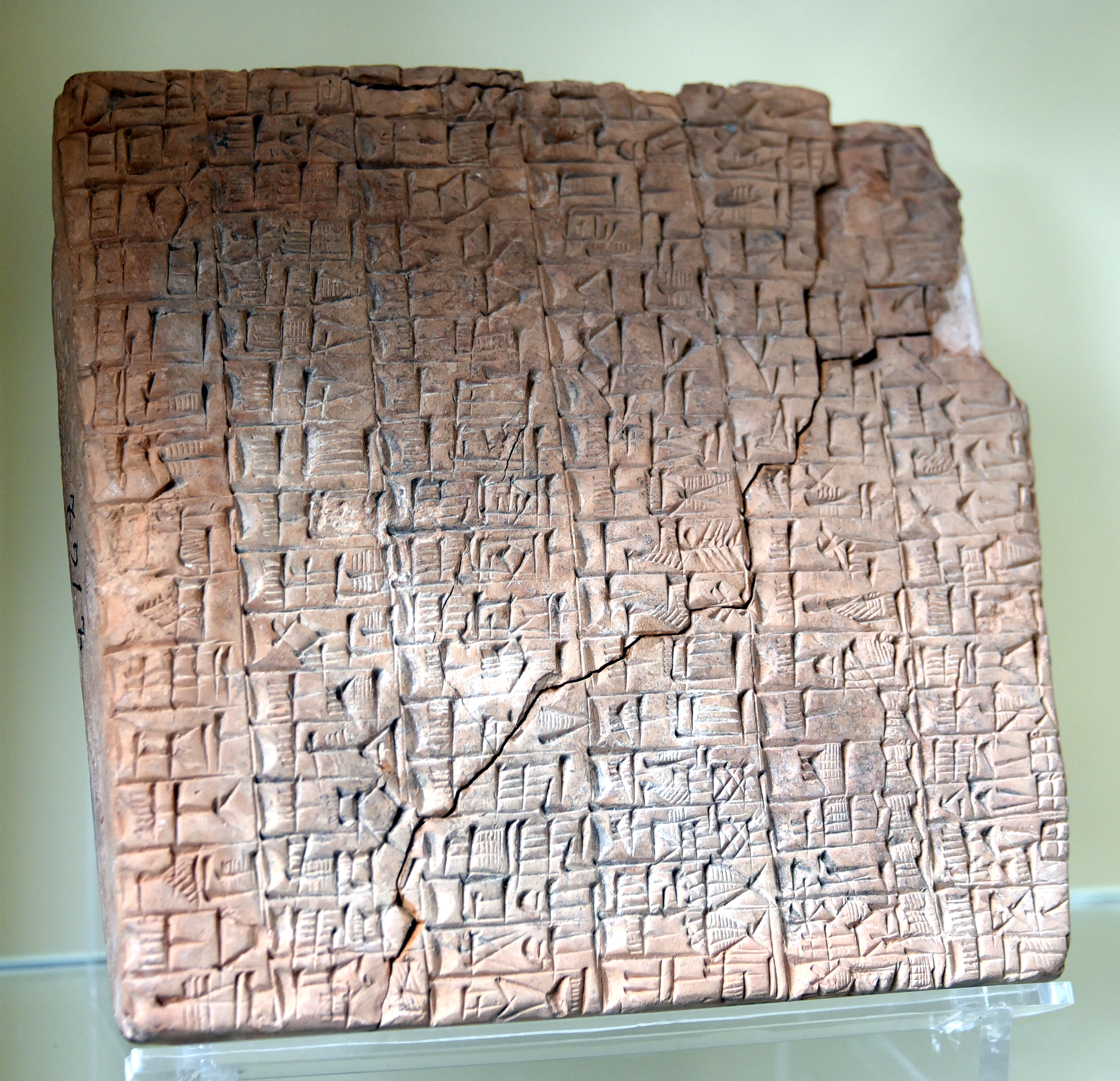
Liste thématique archaïque de professions Lú B. Shuruppak, v. XXVIe siècle av. J.-C. Pergamon Museum.

## Fonction scolaire
La majorité des listes lexicales qui nous sont parvenues ont été retrouvées dans des écoles. Il s'agissait en effet d'un type de documents très utilisé dans l'apprentissage des scribes pratiquant l'écriture cunéiforme, ce qui explique pourquoi on en a retrouvé des exemplaires sur les principaux sites nous ayant fourni une documentation cunéiforme. On débutait l'apprentissage par des syllabaires simples, permettant d'apprendre les signes phonétiques de base, avant de progresser en apprenant les idéogrammes (des plus simples au plus complexes) avec les syllabaires plus élaborées. L'élève rédigeait ses premiers signes en tentant de recopier dans la colonne située à droite de la tablette ce qu'avait écrit le maître dans la colonne de gauche. Par la suite, l'apprentissage était complété par des listes plus spécialisées, vocabulaires puis listes thématiques, généralistes ou bien concernant une discipline spécifique.

## Ressources